# Rahmatallāh al-Kairānawī
Rahmatallāh ibn Chalīl ar-Rahmān al-Kairānawī al-Hindī (arabisch رحمة الله بن خليل الرحمن الكيرانوي الهندي, DMG Raḥmatallāh ibn Ḫalīl ar-Raḥmān al-Kairānawī al-Hindī geb. 9. März 1818 in Uttar Pradesh, gest. 1. Mai 1891 in Mekka) war ein islamischer Gelehrter aus Indien, der gegen die christliche Mission kämpfte und mehrere Streitschriften auf Urdu und Arabisch gegen das Christentum verfasste. Sie zielten darauf ab, den Nachweis der allgemeinen Verfälschung der christlichen Heiligen Schriften zu erbringen. Seine öffentliche Diskussion mit dem protestantischen Missionar Karl Gottlieb Pfander (1803–1865) in Agra im Jahre 1854 stellt einen Höhepunkt der Auseinandersetzung zwischen Christentum und Islam im 19. Jahrhundert dar. Nach dem Indischen Aufstand von 1857 flüchtete Rahmatallāh nach Mekka und gründete dort eine Madrasa. Sie war die erste Madrasa in Mekka, in der auch nicht-religiöse Wissenschaften gelehrt wurden.
Rahmatallāh reiste mehrfach nach Istanbul und stand zu den osmanischen Sultanen Abdülaziz (1861–1876) und Abdülhamid II. (1876–1909) in freundschaftlicher Beziehung. Seine Art der Auseinandersetzung mit dem Christentum wird bis heute von vielen muslimischen Apologeten als vorbildlich betrachtet.

## Leben

### Abstammung und frühe Jahre in Indien
Rahmatallāhs Familie führte sich auf den dritten Kalifen ʿUthmān ibn ʿAffān zurück, weswegen er in manchen Quellen auch mit der Nisba al-ʿUthmānī versehen wird. Ein Vorfahre namens ʿAbd ar-Rahmān Kādharūnī war im 11. Jahrhundert im Fahrwasser der Eroberungsbewegung von Mahmud von Ghazni nach Indien gekommen, hatte dem Herrscher als Qādī gedient und sich in Panipat nördlich von Indien angesiedelt.
Al-Kairānawī wurde am 1. Dschumādā l-ūlā 1233 (= 9. März 1818) in Kairana bei Muzaffarnagar im heutigen Bundesstaat Uttar Pradesh geboren. Bis zu seinem zwölften Lebensjahr erhielt er seine Erziehung bei seinem Vater in Kairāna. 1830 ging er nach Delhi und studierte dort bei Scheich ʿAbd ar-Rahmān al-Aʿmā und in der Madrasa von Maulānā Muhammad Hayāt. Für eine Zeitlang hielt er sich in Lucknow auf und studierte dort Persische Literatur und Medizin. Um 1841 übernahm er den Posten eines Mīr Munschī bei dem Maharadscha Hindu Rao für das Gebiet von Delhi. Zu einem unbekannten Zeitpunkt kehrte er nach Kairāna zurück und eröffnete dort eine Madrasa, in der er selbst unterrichtete. Zu seinen Schülern dort gehörte Schāh ʿAbd al-Wahhāb, der Gründer der Madrasa al-Bāqiyāt as-Sālihāt in Vellore, einer der wichtigsten islamischen Hochschulen Südindiens.

### Auseinandersetzung mit den christlichen Missionaren
In den 1840er Jahren hörte Rahmatallāh von den missionarischen Aktivitäten des aus Waiblingen bei Stuttgart stammenden evangelischen Missionars Karl Gottlieb Pfander (1803–1865) in dieser Stadt und begann darüber nachzudenken, wie er gegen die Aktivitäten der christlichen Missionare vorgehen könnte. Ende der 1840er oder zu Beginn der 1850er Jahre lernte er den aus Bihar stammenden Wundarzt Dr. Muhammad Wazīr Chān kennen, der am britischen Thomason Hospital Medical College in Agra tätig und der englischen Sprache mächtig war. Beide verband ein gemeinsames Ziel, nämlich die Bekämpfung der christlichen Missionsarbeit in Indien. Wazīr Chān war auch deswegen für Rahmatallāh äußerst wichtig, weil er bei einem Studienaufenthalt die neueste europäische theologische Literatur erworben hatte und Rahmatallāh, der selbst keine Englisch-Kenntnisse besaß, diese Texte zugänglich machen konnte.
1852 wurde Rahmatallāh von dem muslimischen Theologen ʿAlī Hasan und dem Mogulprinzen Mīrzā Fachr ad-Dīn offiziell gebeten, den christlichen Missionaren argumentativ entgegenzutreten. Er begann mit einer Gegenkampagne und veröffentlichte mehrere Bücher, die die Widerlegung der Bücher Pfanders und anderer christlicher Missionare zum Ziel hatten. Außerdem sammelte er viel Material, um über die Bibel und die christlichen Dogmen möglichst gut informiert zu sein. 1853 oder 1854 veröffentlichte Rahmatallāh noch ein weiteres Buch mit dem Titel Iʿǧāz-i ʿĪsāwī, in dem er die Verfälschung der christlichen Texte zu belegen versuchte.

### Der öffentliche Disput mit Pfander
Im Januar 1854 suchte Rahmatallāh Pfander persönlich zu Hause auf, um ihn zu einem öffentlichen Disput herauszufordern, traf ihn dort jedoch nicht an. Nachdem er sich mit seinem Ansinnen brieflich an Pfander gewandt und dieser zugestimmt hatte, wurde die erste Sitzung für den 10. April 1854 vereinbart. Die Debatte fand schließlich in der Schule der Church Mission Society in Agra statt und erstreckte sich über zwei Tage. Neben al-Kairānawī nahm auf muslimischer Seite Wazīr Chān daran teil, der ihm auch übersetzerische Dienste leistete. Teilnehmer der Debatte auf christlicher Seite waren neben Pfander selbst William Muir (1819–1905) und der Missionar Thomas Valpy French (1825–1891). Die Berichte über die Zahl der Anwesenden gehen stark auseinander. Während Pfander selbst von 100 bis 200 Anwesenden spricht, waren nach anderen Berichten bis zu 1000 Personen zugegen.
Im Zentrum der Diskussion am ersten Tag stand die Lehre von der Abrogation: Die beiden Muslime vertraten die Lehre, dass der Koran die früheren Offenbarungen abrogiert habe. Um die Richtigkeit dieser These zu beweisen, führten sie verschiedene Beispiele von Verboten und Geboten an, die von der frühen biblischen Zeit bis zur Gegenwart erhebliche Veränderungen erfahren hatten. Rahmatallāh griff bei seinen Angriffen auch ausführlich auf das Werk Das Leben Jesu’  von David Friedrich Strauß zurück. Pfander hatte Rahmatallāhs Angriffen nur wenig entgegenzusetzen. Während er die Zitate seiner Gegner aus der zeitgenössischen bibelkritischen Literatur als bloße Reflexionen von theologischen Kollegen abtun konnte, die dem Zeitgeist folgten, konnte er die Zitate aus der Kirchenväter-Literatur, auf die sich diese Autoren beriefen, nicht so leicht beiseiteschieben.
Rahmatallāh und die muslimische Öffentlichkeit feierten den Disput hinterher als großen Sieg für den Islam, Pfander dagegen war über das Ergebnis verstört. Noch im Jahre 1854 wurden mehrere Schriften auf Urdu und Persisch über die Debatte veröffentlicht, die auch Briefe und Rahmatallāh aus der Zeit davor enthielten. In einigen dieser Berichte wurde die Behauptung aufgestellt, Pfander sei vor den muslimischen Theologen geflüchtet.

### Teilnahme am Indischen Aufstand
Drei Jahre nach dem Disput nahm Kairānawī zusammen mit Wazīr Khan und anderen Gelehrten an dem Indischen Aufstand teil. Nach Alavi spielte er eine führende Rolle unter den Aufständischen seines Heimatortes Kairana. Nach dem Scheitern des Aufstandes wurde auf seine Ergreifung eine Belohnung von 1000 Rupien ausgesetzt. Nach einer arabischen Quelle verkleidete er sich zunächst eine Zeitlang als einfacher Bauer, um seinen Häschern zu entkommen, und floh dann über den Jemen nach Mekka. Sein umfassender Besitz wurde im Januar 1864 konfisziert und auf einer Auktion versteigert.

### Auswanderung nach Mekka und Reisen nach Istanbul
Rahmatallāh ließ sich zunächst in Mekka nieder. Dort befreundete er sich mit dem führenden Gelehrten der Stadt, Ahmad Zainī Dahlān, und erhielt eine offizielle Lehrerlaubnis für die Heilige Moschee. Nachdem viele Moscheen in Indien im Zusammenhang mit der Niederschlagung des Aufstands beschlagnahmt und in öffentliche oder private Gebäude umfunktioniert worden waren, ermunterte er eine Gruppe von islamischen Gelehrten Indiens mit einer Fatwa, bei der britischen Regierung in einer Petition die Wiedereröffnung der Freitagsmoschee von Delhi zu fordern. 1859 wurde diesem Wunsch entsprochen.
Rahmatallāhs Gegner Pfander war schon 1858 nach Istanbul versetzt worden war und setzte dort seine missionarische Arbeit fort. Als der osmanische Sultan von seinem Disput mit Rahmatallāh erfuhr, sprach er 1863 eine Einladung an Rahmatallāh aus und ließ ihn nach Istanbul kommen. Bei diesem ersten Aufenthalt in Istanbul traf sich Rahmatallāh häufig mit dem Sultan, dem osmanischen Staatsmann Hayreddin Pascha und dem Schaich al-Islam Ahmad Asʿad und verfasste sein berühmtestes Werk, das Iẓhār al-ḥaqq („Aufzeigung der Wahrheit“). Der Sultan verlieh ihm für seine Verdienste um die Verteidigung des Islams den Mecidiye-Orden und setzte ihm ein monatliches Gehalt von 500 Rial aus.

### Die Gründung der Madrasa Saulatīya
Nach seiner Rückkehr nach Mekka fasste Rahmatallāh den Entschluss, dort eine Madrasa zu gründen, die neben den religiösen Wissenschaften auch weltliche Wissenschaften vermittelte. Im Jahre 1868 verwirklichte er diesen Plan mit der Aufnahme des Unterrichts in der sogenannten Dār as-Saqīfa, einem Haus am Dschabal al-Hindī, das einem wohlhabenden indischen Auswanderer gehörte. Die ihm dort zur Verfügung stehenden Räumlichkeiten waren allerdings sehr eng, so dass er sich nach Alternativen umschaute. Im Jahre 1872 kam die Begum Saulat an-Nisā', die Frau eines bengalischen Zamindar zum Haddsch nach Mekka. Sie stellte ihm die Gelder für den Bau einer eigenen Madrasa in der al-Chandarīsa-Gasse im Viertel al-Bāb zur Verfügung. Die Errichtung des Gebäudes konnte am 8. Oktober 1873 abgeschlossen werden. Und zum gleichen Zeitpunkt konnte Rahmatallāh in der neuen Madrasa, die er nach ihrer Stifterin Madrasa Saulatīya nannte, den Unterricht aufnehmen.
An seiner Schule lehrte Rahmatallāh nicht nur die religiösen Wissenschaften, sondern auch Logik (manṭiq), islamische Philosophie, Kalām, Disputationskunst (al-munāẓara), Astronomie und Geometrie. In seiner ersten Lehrsitzung stützte er den Unterricht auf das Buch Ḥuǧǧat Allāh al-bāliġa von Schāh Walīyallāh ad-Dihlawī sowie auf die Muqaddima von Ibn Chaldūn.
Mit der finanziellen Unterstützung eines Muslims aus Patna namens Mīr Wādschid Husain konnte Rahmatallāh 1876 die Schule um ein Wohngebäude (dār al-iqāma) für fünfzig Studenten erweitern. 1886 erhielt die Madrasa noch eine eigene Moschee. Sie wurde aus Steinen errichtet, die beim Abbruch eines öffentlichen Gebäudes im Hof der Heiligen Moschee gewonnen wurden. Die Schule wurde mit Spenden von Muslimen aus Indien unterhalten. Abdur Razzack, der britische Vizekonsul in Dschidda, berichtete 1885, dass die Madrasa die blühendste im ganzen Hedschas war. Viele Absolventen der Schule machten später Karriere als Gelehrte, Qādīs und Muftis. Zu den bekanntesten Absolventen der Saulatīya gehörten Husain ibn ʿAlī, der Gründer des haschimitischen Staates des Hedschas, ʿAbdallāh Sarrādsch, von 1931 bis 1933 Premierminister von Transjordanien, und Muhammad Hasyim Asy’arī, der Begründer der Organisation Nahdlatul Ulama in Niederländisch-Indien. Viele Schüler Rahmatallāhs gründeten später selber Madrasas.
Außerdem kümmerte sich Rahmatallāh in Mekka auch um die Reparatur des Kanalsystems, das Mekka mit Wasser versorgte. Zusammen mit anderen indischen Muslimen gründete er 1878 eine Kommission, die in den verschiedenen islamischen Ländern, insbesondere Ägypten und Indien, zu Spenden für die Reparatur dieser Leitungen aufrief. Diese Kommission konnte große Geldbeträge einwerben und ließ Ingenieure und Handwerker aus Indien kommen, die die Wasserleitung, die Mekka vom Wādī an-Nuʿmān her mit Wasser versorgte, aufwendig reparierte und ausbaute und auch eine Dampfpumpe einbaute, die das Wasser aus der Ebene ʿArafāt nach Minā hochpumpte.
1883 richtete er ein Gesuch an den britischen Konsul in Dschidda, nach Indien zurückkehren zu dürfen. Gestützt auf einen Bericht der Lokalregierung der Nordwestprovinzen, in deren Jurisdiktionsbereich sich Kairawana befand, lehnte die britische Regierung Indiens dieses Gesuch jedoch ab.

### Spätere Reisen nach Istanbul
Auf Einladung von Sultan Abdülhamid II. kam Rahmatallāh im März 1884 erneut nach Istanbul und wohnte dort im Yıldız-Palast. Nachdem er an den Augen an einem Katarakt erkrankt war, kam er im Juli 1887 auf Einladung von Abdülhamid erneut nach Istanbul. Dieses Mal wurde er im Çadır-Kiosk des Yıldız-Palast einquartiert. Der Sultan verlieh ihm in Ansehung seiner Verdienste um den Aufbau seiner Schule den Ehrentitel rukn al-ḥaramain aš-šarīfain („Stütze der beiden erhabenen heiligen Stätten“) und verlieh ihm ein Ehrengewand. Eine Finanzierung der Schule von osmanischer Seite lehnte er allerdings ab.
Obwohl ihm die Ärzte eine erfolgreiche Behandlung zusicherten, ließ er sich nicht auf eine Operation ein und kehrte schließlich in den Hedschas zurück, um seine letzten Tage in Mekka zu verbringen. Dort unterzog er sich 1888 einer Augenoperation, die aber erfolglos blieb. Henry Mortimer Durand, der Außenminister der Regierung Indiens, forderte 1888 Informationen über Rahmatallāh an, weil er im Verdacht stand, mit osmanischer Unterstützung indische Muslime, die zum Haddsch nach Mekka kamen, zum Aufstand gegen die Briten anzustacheln.
Rahmatallāh starb am 22. Ramadan 1308 (= 1. Mai 1891) in Mekka und wurde auf dem Muʿallā-Friedhof begraben.

## Werke
Rahmatallāh hat insgesamt 18 Werke auf Urdu und Arabisch verfasst. Die bekanntesten davon sind in chronologischer Reihenfolge:
- Izālat al-auhām, Antwort auf die Schrift Mīzān al-ḥaqq von Karl Gottlieb Pfander, 1852 in Delhi auf Urdu und später auch auf Persisch veröffentlicht, in der al-Kairānawī die dort gegen den Islam erhobenen Vorwürfe zurückweist.
- Izālat aš-šukūk („Behebung der Zweifel“) ist ein Werk auf Urdu für Muslime, um diesen für die Widerlegung der gegen Islam und Koran gerichteten Vorwürfe von Pfander und den anderen Missionaren Gegenargumente zu liefern. Das Buch umfasst zwei Bände mit insgesamt 1116 Seiten und erschien in Delhi in den Jahren 1852–1853.[40]
- Iʿǧāz-i ʿĪsāwī („Das Wunder von Jesus“), 600-seitiges Werk, das noch vor der Agra-Debatte im Jahre 1853 auf Urdu erschien. Al-Kairānawī verfocht hier vor allem die These von der völligen Verfälschung der biblischen Texte. Er stützte sich hierbei auf mehrere kritische Bibel-Kommentare wie Nathanial Lardners „The credibility of the Gospel history“ (Ausgabe 1827), A commentary upon the Holy Bible, veröffentlicht 1831–1835 von M. Henry und T. Scott, und T. H. Homes Introduction to the critical study of the Holy Scriptures (Ausgabe 1822).[41]
- Al-Baḥṯ aš-šarīf fī iṯbāt an-nasḫ wa-t-taḥrīf (Die edle Erörterung zum Beweis der Abrogation und Verfälschung), Bericht über den Disput mit Pfander, der 1854 auf Urdu erschien und später auf Persisch und Arabisch übersetzt wurde.
- Aṣaḥḥ al-aḥādīṯ fī ibṭāl at-taṯlīṯ, 1854/55 abgefasste Zurückweisung der christlichen Dreifaltigkeitslehre, die ursprünglich als Anhang zu Izālat aš-šukūk konzipiert war, aber erst 1875 als eigenständiges Werk veröffentlicht wurde.[42]
- Iẓhār al-ḥaqq (Aufzeigung der Wahrheit), das arabische Hauptwerk Rahmatallāhs. 1864 in Istanbul erschienen, erlebte das Buch zahlreiche Auflagen und wurde ins Türkische, Französische, Englische sowie auf Urdu und Gujarati übersetzt. Die französische Übersetzung aus dem Jahre 1880 besorgte P.V. Carletti, ein Professor für Arabisch an der University of London, der dem evangelikalen Christentum sehr kritisch gegenüberstand. Die verschiedenen Sprachversionen des Buches wurden auch im 20. Jahrhundert immer wieder nachgedruckt.[43] Auch erschienen verschiedene christliche Widerlegungen.[44] Das Werk ist in sechs Bücher untergliedert, die jeweils aus mehreren Kapiteln bestehen. Es lassen sich zwei Teile erkennen: Während sich der erste Teil auf die Widerlegung des Christentums konzentriert, zielt der zweite Teil darauf ab, die Wahrheit des Islams sowie die göttliche Sendung des Propheten und des Korans zu beweisen.[45] Eine wichtige Rolle spielt wiederum die Lehre vom Tahrīf der biblischen Texte, wobei Rahmatallāh die Verfälschung in verschiedene Kategorien einteilt. So unterscheidet er zwischen „Verfälschung im Wortlaut“ (taḥrīf lafẓī) und „Verfälschung in der Bedeutung“ (taḥrīf maʿnawī) und unterteilt letztere noch einmal in „Verfälschung durch Ersetzung“, „Verfälschung durch Hinzufügung“ und „Verfälschung durch Streichung“. Für jede dieser Verfälschungsarten bringt er eine Reihe von Belegen. Im vierten Kapitel stellt Rahmatallāh fest, dass die Bibel nicht von Gott inspiriert sein kann. Zur Bestätigung dieser These stützt er sich auf Aussagen europäischer Gelehrter, die mit Hilfe der historisch-kritischen Methode selbst zu dem Ergebnis kamen, dass die Bibel nicht das geoffenbarte Wort Gottes sein könne.[46]
- At-Tanbīhāt fī iṯbāt al-iḥiyāǧ ilā l-baʿṯa wa-l-ḥašr, Abhandlung zum Beweis der Notwendigkeit der Auferstehung und Versammlung der Toten, die al-Kairānawī bei seinem ersten Buch in Istanbul abfasste. Der osmanische Staatsmann Hayreddin Pascha ließ sie drucken. Auf Wunsch von Sultan Abdülaziz wurde sie auch ins Türkische übersetzt.